# Saison 2002-2003 de la LHOu
Saison précédente Saison suivante
La saison 2002-2003 est la 37e saison de hockey sur glace de la Ligue de hockey de l'Ouest. Les Rockets de Kelowna remportent la Coupe du Président en battant les Rebels de Red Deer en séries éliminatoires.

## Saison régulière

### Classement
| Division Est             | PJ | V  | D  | N  | DP | Pts | BP  | BC  |
| ------------------------ | -- | -- | -- | -- | -- | --- | --- | --- |
| Wheat Kings de Brandon   | 72 | 43 | 17 | 9  | 3  | 98  | 258 | 187 |
| Warriors de Moose Jaw    | 72 | 36 | 22 | 11 | 3  | 86  | 266 | 208 |
| Blades de Saskatoon      | 72 | 40 | 27 | 5  | 0  | 85  | 234 | 205 |
| Pats de Regina           | 72 | 25 | 28 | 14 | 5  | 69  | 171 | 217 |
| Raiders de Prince Albert | 72 | 27 | 37 | 3  | 5  | 62  | 185 | 258 |

| Division Centrale        | PJ | V  | D  | N | DP | Pts | BP  | BC  |
| ------------------------ | -- | -- | -- | - | -- | --- | --- | --- |
| Rebels de Red Deer       | 72 | 50 | 17 | 3 | 2  | 105 | 271 | 160 |
| Broncos de Swift Current | 72 | 38 | 24 | 7 | 3  | 86  | 240 | 215 |
| Tigers de Medicine Hat   | 72 | 29 | 34 | 2 | 7  | 67  | 278 | 314 |
| Hitmen de Calgary        | 72 | 27 | 36 | 7 | 2  | 63  | 240 | 260 |
| Hurricanes de Lethbridge | 72 | 28 | 39 | 2 | 3  | 61  | 236 | 303 |

| Division B.C.            | PJ | V  | D  | N | DP | Pts | BP  | BC  |
| ------------------------ | -- | -- | -- | - | -- | --- | --- | --- |
| Rockets de Kelowna       | 72 | 51 | 14 | 6 | 1  | 109 | 311 | 164 |
| Blazers de Kamloops      | 72 | 39 | 27 | 5 | 1  | 84  | 261 | 222 |
| Ice de Kootenay          | 72 | 36 | 25 | 6 | 5  | 83  | 234 | 202 |
| Giants de Vancouver      | 72 | 26 | 37 | 5 | 4  | 61  | 217 | 292 |
| Cougars de Prince George | 72 | 26 | 41 | 3 | 2  | 57  | 257 | 317 |

| Division U.S.            | PJ | V  | D  | N | DP | Pts | BP  | BC  |
| ------------------------ | -- | -- | -- | - | -- | --- | --- | --- |
| Thunderbirds de Seattle  | 72 | 44 | 22 | 3 | 3  | 94  | 280 | 224 |
| Chiefs de Spokane        | 72 | 26 | 36 | 6 | 4  | 62  | 216 | 261 |
| Winter Hawks de Portland | 72 | 19 | 40 | 8 | 5  | 51  | 192 | 243 |
| Americans de Tri-City    | 72 | 20 | 44 | 3 | 5  | 47  | 240 | 335 |

### Meilleurs pointeurs
| Joueur           | Équipe        | PJ | B  | A  | Pts | Pun |
| ---------------- | ------------- | -- | -- | -- | --- | --- |
| Erik Christensen | Kamloops      | 67 | 54 | 54 | 108 | 60  |
| Jesse Schultz    | Kelowna       | 72 | 53 | 51 | 104 | 47  |
| Jeremy Jackson   | Lethbridge    | 65 | 44 | 58 | 102 | 83  |
| Matt Ellison     | Red Deer      | 72 | 40 | 56 | 96  | 80  |
| Chris St. Jaques | Medicine Hat  | 70 | 31 | 65 | 96  | 78  |
| Brooks Laich     | Seattle       | 60 | 41 | 53 | 94  | 65  |
| Jeremy Williams  | Swift Current | 72 | 41 | 52 | 93  | 117 |
| Dylan Stanley    | Tri-City      | 72 | 34 | 59 | 93  | 60  |
| David Bararuk    | Moose Jaw     | 66 | 29 | 64 | 93  | 44  |
| Nigel Dawes      | Kootenay      | 72 | 47 | 45 | 92  | 54  |

## Séries éliminatoires
|  | Huitièmes de finale      | Huitièmes de finale     |                        |   | Quarts de finale | Quarts de finale |  |  | Demi-finales | Demi-finales |  |  | Finale | Finale |
|  | Huitièmes de finale      | Huitièmes de finale     |                        |   | Quarts de finale | Quarts de finale |  |  | Demi-finales | Demi-finales |  |  | Finale | Finale |
|  |                          |                         |                        |   |                  |                  |  |  |              |              |  |  |        |        |
|  |                          |                         |                        |   |                  |                  |  |  |              |              |  |  |        |        |
|  |                          |                         |                        |   |                  |                  |  |  |              |              |  |  |        |        |
|  | Wheat Kings de Brandon   | 4                       |                        |   |                  |                  |  |  |              |              |  |  |        |        |
|  | Wheat Kings de Brandon   | 4                       |                        |   |                  |                  |  |  |              |              |  |  |        |        |
|  | Pats de Regina           | 1                       |                        |   |                  |                  |  |  |              |              |  |  |        |        |
|  | Pats de Regina           | 1                       | Wheat Kings de Brandon | 4 |                  |                  |  |  |              |              |  |  |        |        |
|  |                          |                         | Wheat Kings de Brandon | 4 |                  |                  |  |  |              |              |  |  |        |        |
|  |                          | Warriors de Moose Jaw   | 3                      |   |                  |                  |  |  |              |              |  |  |        |        |
|  | Warriors de Moose Jaw    | Warriors de Moose Jaw   | 3                      | 4 |                  |                  |  |  |              |              |  |  |        |        |
|  | Warriors de Moose Jaw    |                         |                        | 4 |                  |                  |  |  |              |              |  |  |        |        |
|  | Blades de Saskatoon      | 2                       |                        |   |                  |                  |  |  |              |              |  |  |        |        |
|  | Blades de Saskatoon      | 2                       | Wheat Kings de Brandon | 1 |                  |                  |  |  |              |              |  |  |        |        |
|  |                          |                         | Wheat Kings de Brandon | 1 |                  |                  |  |  |              |              |  |  |        |        |
|  |                          | Rebels de Red Deer      | 4                      |   |                  |                  |  |  |              |              |  |  |        |        |
|  | Rebels de Red Deer       | Rebels de Red Deer      | 4                      | 4 |                  |                  |  |  |              |              |  |  |        |        |
|  | Rebels de Red Deer       |                         |                        | 4 |                  |                  |  |  |              |              |  |  |        |        |
|  | Hitmen de Calgary        | 1                       |                        |   |                  |                  |  |  |              |              |  |  |        |        |
|  | Hitmen de Calgary        | 1                       | Rebels de Red Deer     | 4 |                  |                  |  |  |              |              |  |  |        |        |
|  |                          |                         | Rebels de Red Deer     | 4 |                  |                  |  |  |              |              |  |  |        |        |
|  |                          | Tigers de Medicine Hat  | 3                      |   |                  |                  |  |  |              |              |  |  |        |        |
|  | Broncos de Swift Current | Tigers de Medicine Hat  | 3                      | 0 |                  |                  |  |  |              |              |  |  |        |        |
|  | Broncos de Swift Current |                         |                        | 0 |                  |                  |  |  |              |              |  |  |        |        |
|  | Tigers de Medicine Hat   | 4                       |                        |   |                  |                  |  |  |              |              |  |  |        |        |
|  | Tigers de Medicine Hat   | 4                       | Rebels de Red Deer     | 2 |                  |                  |  |  |              |              |  |  |        |        |
|  |                          |                         | Rebels de Red Deer     | 2 |                  |                  |  |  |              |              |  |  |        |        |
|  |                          | Rockets de Kelowna      | 4                      |   |                  |                  |  |  |              |              |  |  |        |        |
|  | Rockets de Kelowna       | Rockets de Kelowna      | 4                      | 4 |                  |                  |  |  |              |              |  |  |        |        |
|  | Rockets de Kelowna       |                         |                        | 4 |                  |                  |  |  |              |              |  |  |        |        |
|  | Giants de Vancouver      | 0                       |                        |   |                  |                  |  |  |              |              |  |  |        |        |
|  | Giants de Vancouver      | 0                       | Rockets de Kelowna     | 4 |                  |                  |  |  |              |              |  |  |        |        |
|  |                          |                         | Rockets de Kelowna     | 4 |                  |                  |  |  |              |              |  |  |        |        |
|  |                          | Chiefs de Spokane       | 0                      |   |                  |                  |  |  |              |              |  |  |        |        |
|  | Chiefs de Spokane        | Chiefs de Spokane       | 0                      | 4 |                  |                  |  |  |              |              |  |  |        |        |
|  | Chiefs de Spokane        |                         |                        | 4 |                  |                  |  |  |              |              |  |  |        |        |
|  | Winter Hawks de Portland | 3                       |                        |   |                  |                  |  |  |              |              |  |  |        |        |
|  | Winter Hawks de Portland | 3                       | Rockets de Kelowna     | 4 |                  |                  |  |  |              |              |  |  |        |        |
|  |                          |                         | Rockets de Kelowna     | 4 |                  |                  |  |  |              |              |  |  |        |        |
|  |                          | Thunderbirds de Seattle | 1                      |   |                  |                  |  |  |              |              |  |  |        |        |
|  | Blazers de Kamloops      | Thunderbirds de Seattle | 1                      | 4 |                  |                  |  |  |              |              |  |  |        |        |
|  | Blazers de Kamloops      |                         |                        | 4 |                  |                  |  |  |              |              |  |  |        |        |
|  | Ice de Kootenay          | 2                       |                        |   |                  |                  |  |  |              |              |  |  |        |        |
|  | Ice de Kootenay          | 2                       | Ice de Kootenay        | 1 |                  |                  |  |  |              |              |  |  |        |        |
|  |                          |                         | Ice de Kootenay        | 1 |                  |                  |  |  |              |              |  |  |        |        |
|  |                          | Thunderbirds de Seattle | 4                      |   |                  |                  |  |  |              |              |  |  |        |        |
|  | Thunderbirds de Seattle  | Thunderbirds de Seattle | 4                      | 4 |                  |                  |  |  |              |              |  |  |        |        |
|  | Thunderbirds de Seattle  |                         |                        | 4 |                  |                  |  |  |              |              |  |  |        |        |
|  | Cougars de Prince George | 1                       |                        |   |                  |                  |  |  |              |              |  |  |        |        |
|  | Cougars de Prince George | 1                       |                        |   |                  |                  |  |  |              |              |  |  |        |        |

## Honneurs et trophées
- Trophée Scotty-Munro, remis au champion de la saison régulière : Rockets de Kelowna.
- Trophée commémoratif des quatre Broncos, remis au meilleur joueur : Josh Harding, Pats de Regina.
- Trophée Daryl-K.-(Doc)-Seaman, remis au meilleur joueur étudiant : Brett Dickie, Wheat Kings de Brandon.
- Trophée Bob-Clarke, remis au meilleur pointeur : Erik Christensen, Blazers de Kamloops.
- Trophée Brad-Hornung, remis au joueur ayant le meilleur esprit sportif : Boyd Gordon, Rebels de Red Deer.
- Trophée commémoratif Bill-Hunter, remis au meilleur défenseur : Jeff Woywitka, Rebels de Red Deer.
- Trophée Jim-Piggott, remis à la meilleure recrue : Matt Ellison, Rebels de Red Deer.
- Trophée Del-Wilson, remis au meilleur gardien : Josh Harding, Pats de Regina.
- Trophée Dunc-McCallum, remis au meilleur entraîneur : Marc Habscheid, Rockets de Kelowna.
- Trophée Lloyd-Saunders, remis au membre exécutif de l'année : Bruce Hamilton, Rockets de Kelowna.
- Trophée Allen-Paradice, remis au meilleur arbitre : Steve Kozari.
- Trophée St. Clair Group, remis au meilleur membre des relations publique : Anne-Marie Hamilton, Rockets de Kelowna et Reid Pederson, Pats de Regina.
- Trophée Doug-Wickenheiser, remis au joueur ayant démontré la meilleure implication auprès de sa communauté : Ryan Craig, Wheat Kings de Brandon.
- Trophée plus-moins de la WHL, remis au joueur ayant le meilleur ratio +/- : Matthew Spiller, Thunderbirds de Seattle.
- Trophée airBC, remis au meilleur joueur en série éliminatoire : Jesse Schultz, Rockets de Kelowna.